# 奧伯龍 (Fate)
奧伯龍，全名「奧伯龍·沃帝根」，号称「奈落之虫」，是《Fate/Grand Order》中的角色。该角色被玩家或粉丝所知晓比较有名的名字有「奥宝」、「妖精王」。奈须蘑菇对于该角色有想法并让羽海野千花负责角色设计。

## 概念与设计
奧伯龍的角色设计是由漫画家羽海野千花负责设计。武内崇表示奈须蘑菇对于该角色形象有明确的想法，所以很快就决定好由羽海野千花负责设计该角色。奈须蘑菇表示羽海野千花在接受委托后，由于讨厌昆虫，但为了认真描绘因此研究昆虫图鉴，很快便理解奈须蘑菇的想法与需求并回馈与作品深入相关的从者设计。
2022年7月21日，羽海野千花在推特上发布名为《黄昏的王国》的书籍。该书籍的内容是关于羽海野千花以会令人放松的画风来设计奧伯龍的草图。

## 登场
奧伯龍初次登场是在《Fate/Grand Order》的第二部第六章“妖精圆桌领域 阿瓦隆･勒･菲 星辰诞生之刻”中，是个为了打倒妖精国不列颠的统治者摩根，被当地的土地召唤而来的从者。奥伯龙是不列颠的传统妖精，该角色的外型在《Fate/Grand Order》中具有与莎士比亚戏剧《仲夏夜之梦》中妖精王鲜明的特征。
奧伯龍在第六章剧情中的表现，是负责搜查情报、给藤丸立香做心理辅导、推动阿尔托莉雅去执行预言之子的使命等。表面上他在一定程度上维护迦勒底的利益，但实际上他是在达成自己的目的，也就是他在利用迦勒底的人协助。在剧情的最后，被迦勒底的成员发现其真名不是奧伯龍而是沃帝根以及其真实目的，因此与迦勒底决裂对战并死亡。因為受到持有的技能「仲夏夜之夢」的影響，其言行被視作「做什麼都是謊言」，最終被刻印上了名為「無（法說出）真相」的詛咒。

### 文化产品
由Good Smile Company与MAX FACTORY旗下的Orange Rouge以奧伯龍灵基二的外形制作Nendoroid于2023年4约6日发布外型。

## 评价
Screenrant对于奧伯龍在游戏中有很高的评价。日本将棋手羽生善治表示“将棋是玩具”，还把奧伯龍比喻成将棋。Siliconera网站总结一张约5万人的非官方调查卷，其中以奧伯龍的所得票数最高。

## 外部連結
奥伯龙 （页面存档备份，存于） - Mooncell